# Akrobacja lotnicza

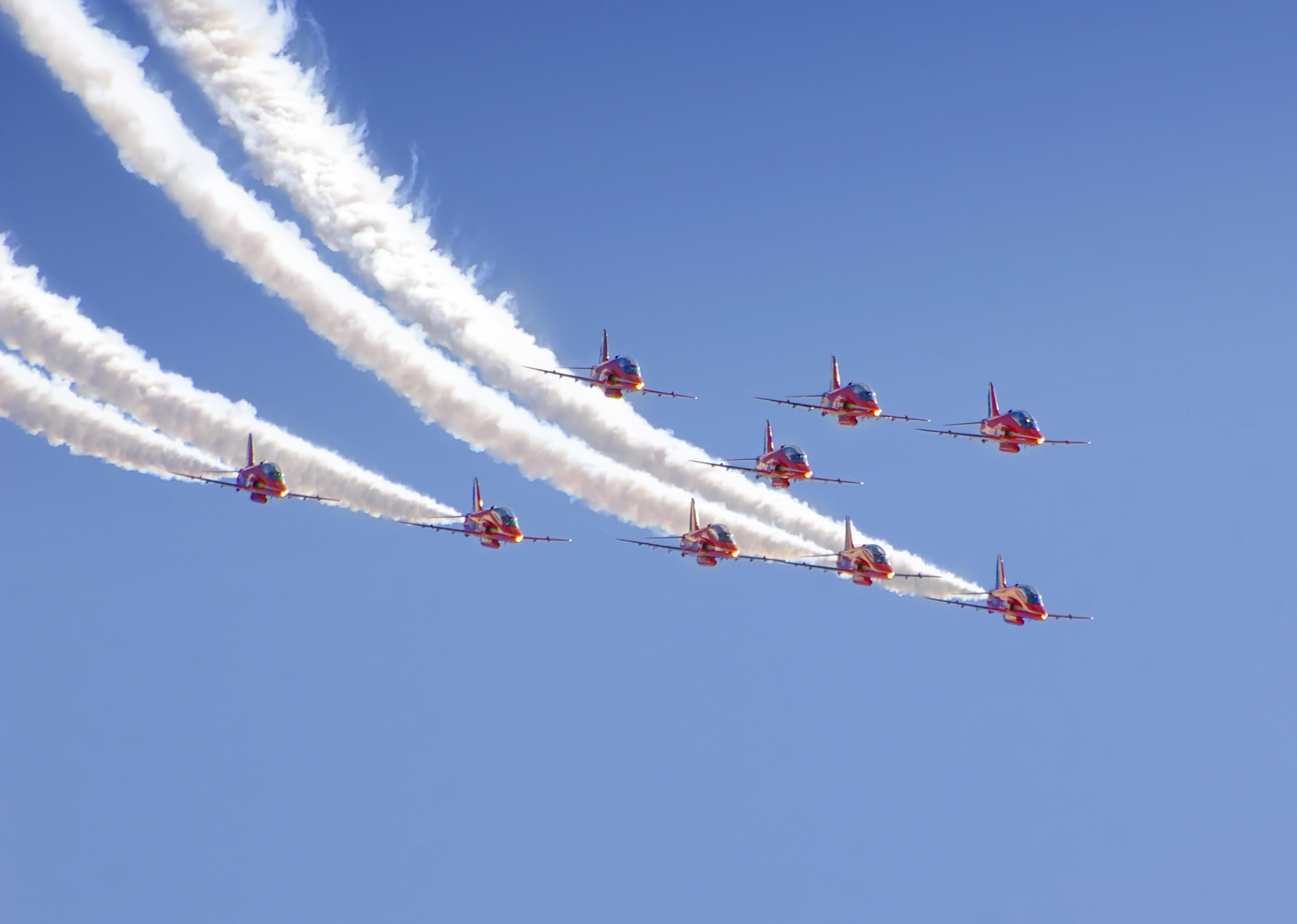
Red Arrows

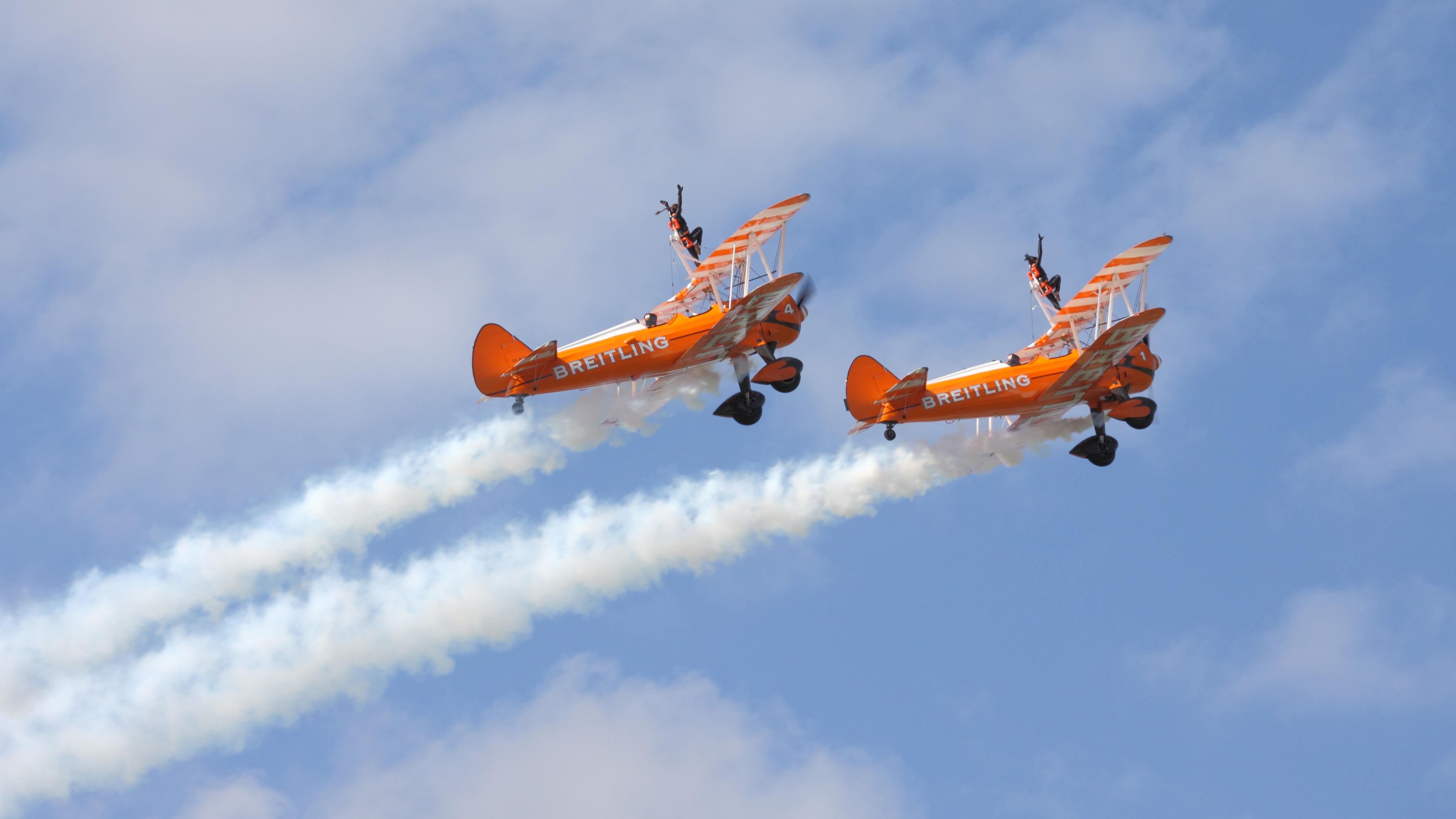
Breitling Wingwalkers

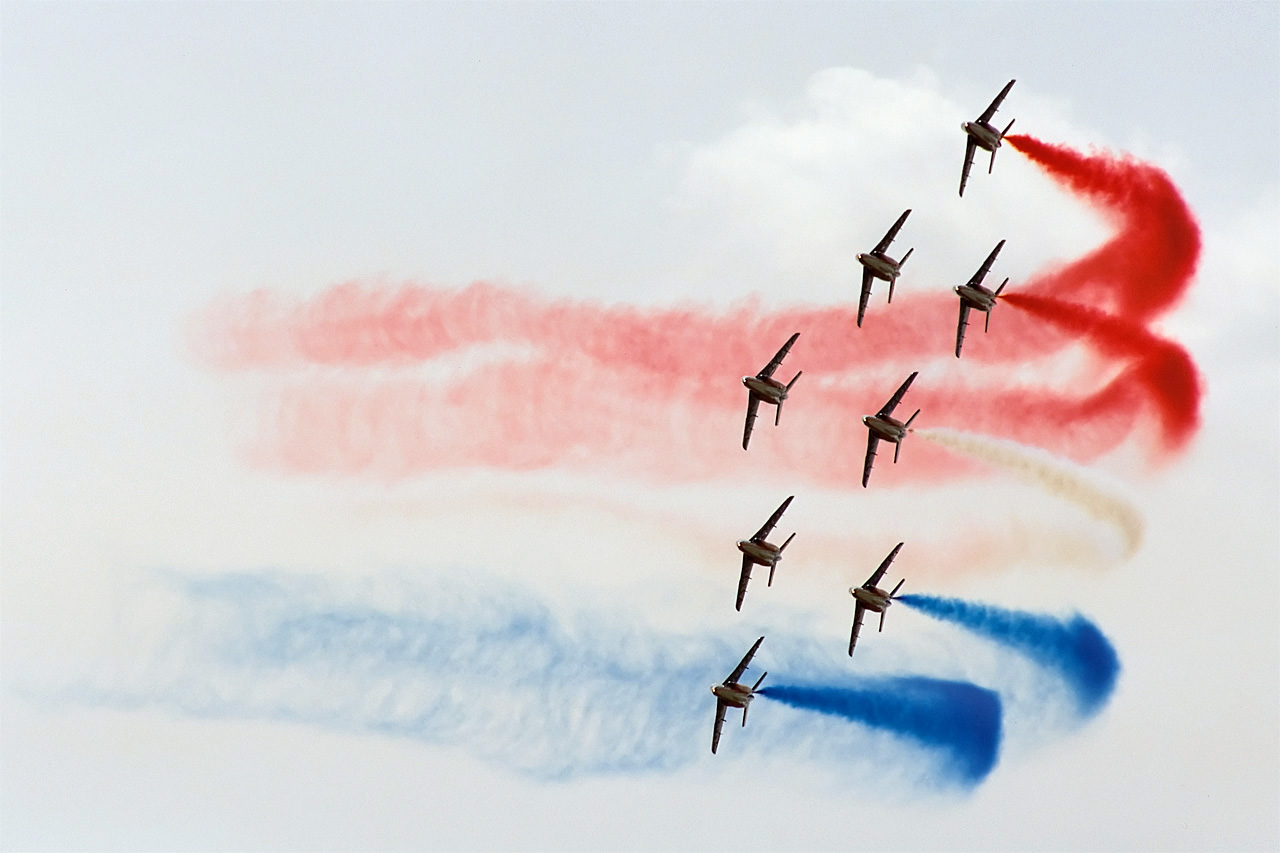
Patrouille de France

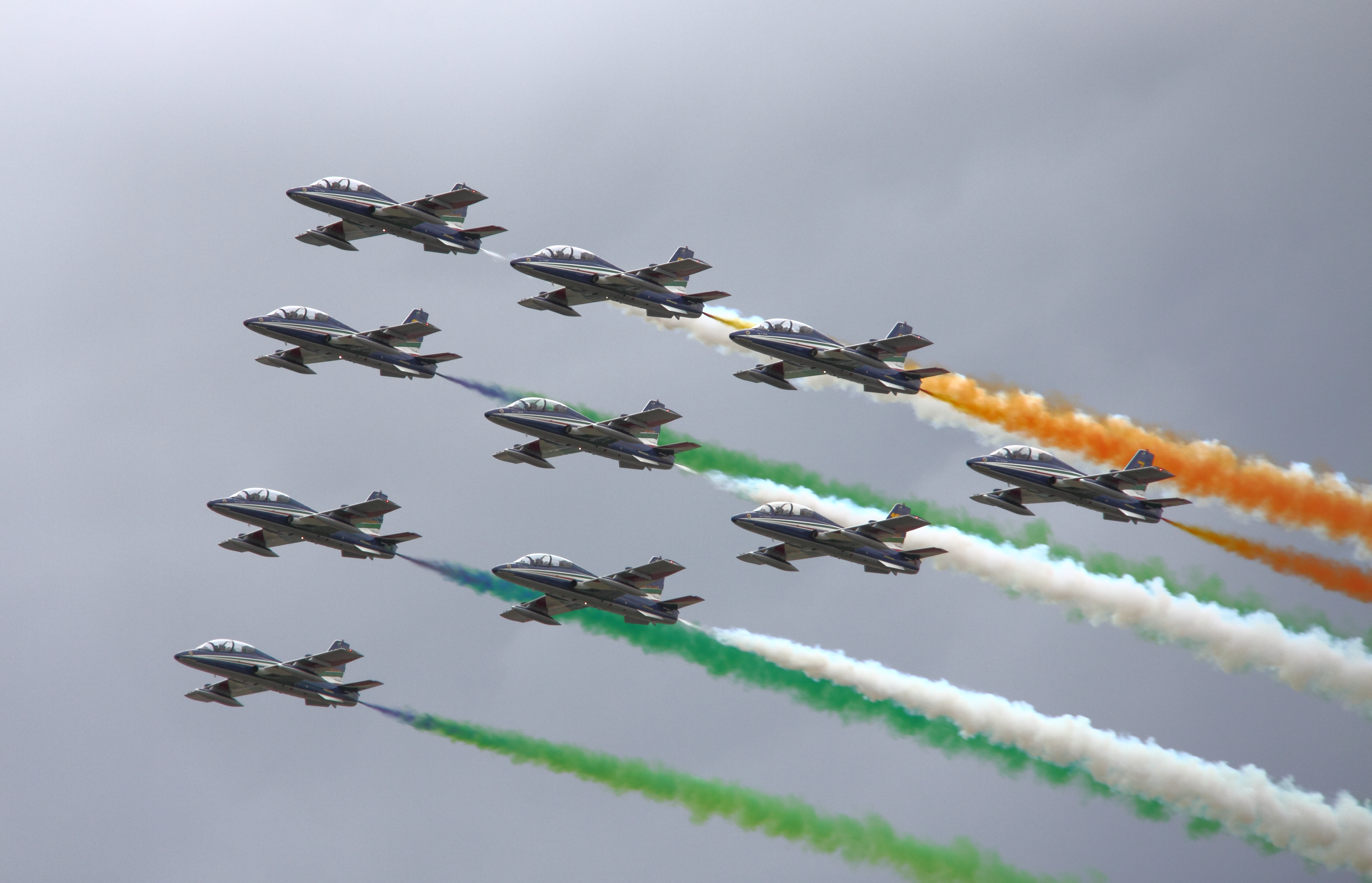
Frecce Tricolori

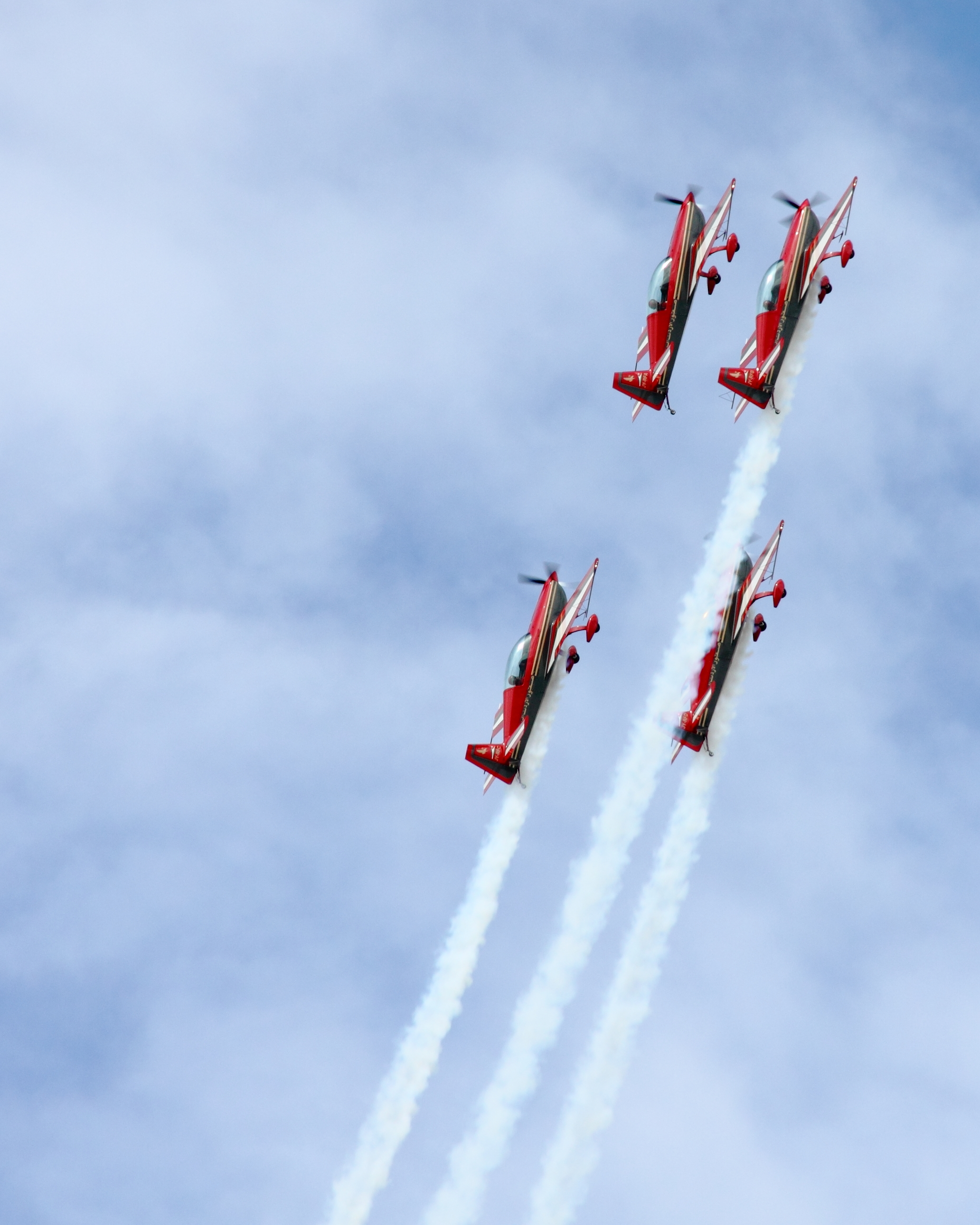
Royal Jordanian Falcons

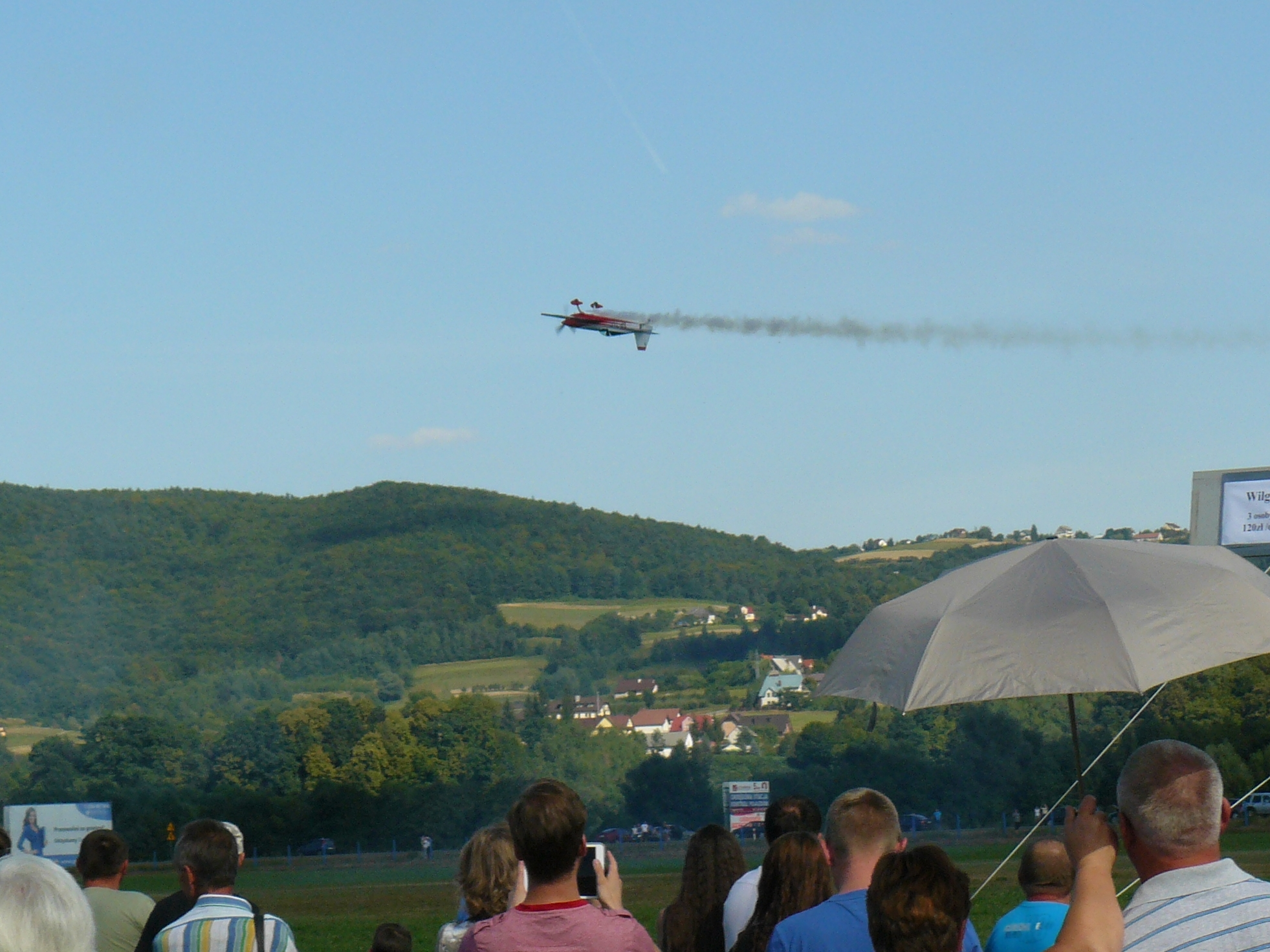
Pokazy lotnicze, lot odwrócony

Akrobacja lotnicza – pilotowanie statków powietrznych (samolotów, szybowców, śmigłowców) lub ich grup (akrobacja zespołowa), polegające na wykonywaniu figur. Akrobację lotniczą zalicza się do sportów lotniczych.
Figury te, to manewry statku powietrznego dokonywane przy użyciu sterów i ciągu zespołu napędowego zazwyczaj nie stosowane w zwykłych lotach. Następujące po sobie figury akrobacji lotniczej określane są jako wiązanka. Samoloty wyposażane są w wytwornice dymu, dzięki którym pozostawiają w powietrzu ślad dymny utrzymujący się około kilkanaście sekund.

## Typy akrobacji
W zależności od stopnia trudności akrobacja lotnicza dzieli się na normalną (Basic), średnią (Medium), wyższą (Advanced) i wyczynową (Unlimited).
Akrobacja normalna (nazywana również podstawową) to nauka figur takich jak pętla, ranwers, zwrot bojowy, korkociąg, zakręty na wznoszeniu i przeciągnięcia dynamiczne.
Program akrobacji średniej zawiera podstawowe figury wraz z tak zwanymi beczkami i pierwszymi lotami plecowymi. Największy nacisk kładzie się na obroty wokół osi podłużnej oraz wszystkie rodzaje beczek (sterowane, szybkie, wolne). Dochodzą figury łączone (np. Immelman - półpętla i półbeczka) i im podobne.
Akrobacja wyższa to wszystkie figury wykonywane w akrobacji normalnej i średniej, ale w locie odwróconym (plecowym). Występują tam głównie przeciążenia ujemne. Naukę akrobacji wyższej zaczyna się od nauki zakrętów, a następnie figur łączonych. Ten rodzaj akrobacji wykonuje się, używając samolotów takich jak Extra 300, posiadających dużą rezerwę mocy. Do podstawowej i średniej akrobacji można szkolić się na samolotach o mniejszej rezerwie mocy i jednocześnie tańszych, takich jak Zlin 526f.
Najwyższy poziom akrobacji znany jest również jako latanie wyczynowe. Na najwyższym poziomie akrobacji istotne są kąty, piony, a wykonywane figury są ściśle ograniczone czasowo. Kolejne stopnie kwalifikacji pilotów to obniżanie wysokości minimalnej podczas wykonywania akrobacji.
W innym podziale wyróżnia się akrobację klasyczną (występują w niej przeciążenia dodatnie) i odwróconą (występują w niej przeciążenia ujemne).

## Akrobacja zespołowa
Akrobacja lotnicza może być pojedyncza – gdy wykonuje ją jeden samolot lub szybowiec, oraz grupowa – wykonywana przez zespół akrobacji lotniczej.
Do wykonania akrobacji lotniczej zespołowej konieczne jest opanowanie umiejętności akrobacji indywidualnej oraz pilotażu w lotach grupowych odbywających się w ustalonych szykach. Na czele szyku leci tzw. prowadzący.
Podstawowymi szykami w akrobacji lotniczej zespołowej są:
- schody w lewo lub w prawo;
- kolumna;
- ława;
- klin;
- grot;
- kwadrat (lub romb).

Specjalnymi lotami grupowymi są np. układy literowe (napisy).